# شورش ۱۹۷۷ نان در مصر

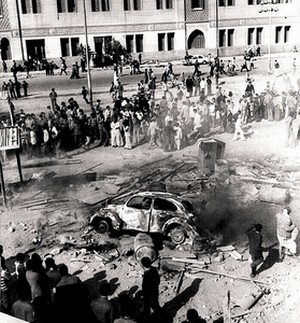
آتش‌سوزی قاهره ۱۹۷۷

شورش ۱۹۷۷ نان در مصر (انگلیسی: 1977 Egyptian bread riots) از جمله شورش‌هایی است که به دلیل قحطی یا کمبود نان شکل گرفت. علت‌های دیگر مانند افزایش قیمت نان، کاهش برداشت محصول گندم و جو یا ذخیره‌سازیهای بی‌رویه مواد غذایی توسط سرمایه‌داران نیز در شکل‌گیری این شورش‌ها تأثیر داشته‌است.

این شورش در روزهای ۱۸ تا ۱۹ ژانویه ۱۹۷۷ بسیاری از شهرهای عمده مصر را تحت تأثیر قرار داد. این شورش‌ها به دلیل قطع یارانه‌های غذایی و برای اعتراض به بانک جهانی و صندوق بین‌المللی پول صدها هزار نفر از قشرهای کم درآمد به قیامی خود به خودی تبدیل شد. در این شورش ۷۹ نفر کشته و بیش از ۵۵۰ نفر مجروح شدند. این شورش با ورود نیروهای ارتش به صحنه و ارائه مجدد یارانه‌ها توسط دولت پایان یافت.

## پیشینه
این شورش‌ها ریشه در سیاست گشایش انور سادات داشت که از ابتدای دهه هفتاد قدرت را در مصر بدست گرفته بود. او قصد داشت که اقتصاد مصر را به اقتصادی آزاد تبدیل کند. در سال ۱۹۷۶ سادات از بانک جهانی وام گرفت تا با آن مشکل بدهیهای کشورش را حل کند. بانک جهانی به سیاست مصر در پرداخت یارانه مواد غذایی پایه‌ای انتقاد کرد و در نتیجه سادات در ژانویه ۱۹۷۷ اعلام کرد که یارانه آرد، برنج و روغن و پاداش کارکنان دولت را لغو می‌کند. این سیاست جدید به آنجا رسید که قیمت مواد غذایی تا ۵۰ درصد افزایش پیدا کند.

## شورش برای مواد غذایی
اعتراض عمومی علیه این سیاست چندان طولانی نبود. در ۱۸ و ۱۹ ژانویه، به دلیل قطع یارانه‌های غذایی شورش طبقات تهی دست سراسر شهرهای مصر از اسوان تا اسکندریه را درنوردید. به مدت دو روز، شورشگران به مظاهر فساد در طبقه متوسط حمله کردند، آنها شعار می‌دادند: «ای قهرمان بپا خیزید، معاش ما کجاست؟» و «دزدان گشایش، مردم گرسنه‌اند». همچنین فریادهای «ناصر، ناصر» در اشاره به جمال عبدالناصر نیز شنیده می‌شد. شورشیان زمانی که حکومت سیاست‌های جدیدش را پایان داد، متوقف شد. علاوه بر ۷۹ کشته و ۵۵۶ مجروح ۱۰۰۰ نفر نیز دستگیر شدند.

## بازتاب‌های شورش
این شورش‌ها تأثیرات بسیار قدرتمندی بر روی تمایل حکومت به اجرای سیاست‌های اقتصادی غیر مردمی گذاشت. بعد از شورشها، حکومت مصر بشدت نسبت به برانگیخته شدن تنش‌های سیاسی محتاط شد. اگرچه مصر در سال ۱۹۷۸قرارداد مالی جدیدی را با بانک جهانی پول امضا کرده بود ولی به دلیل عدم پایبندی به شرایط آن تنها مقدار کمی پول را توانست بدست بیاورد. این کشور بعد از اینکه در سال ۱۹۸۷ اکثر بدهی‌هایش را به بانک جهانی باز پرداخت کرد توانست با آن رابطه اش را عادی سازی کند.